# 벤조페논
벤조페논(영어: benzophenone)은 화학식 C6H5)2CO를 갖는 유기 화합물이다. 유기용액에 녹는 백색 고체이다. 벤조페논은 유기화학의 빌딩 블록에 사용된다.
잉크, 이미징, 인쇄 산업의 클리어 코팅 등 UV 큐어링 분야의 광개시제(photo initiator)로 사용할 수 있다.

## 안전
벤조페논은 무독성이다. 그러나 미국 식품의약국에서는 대중 보건에 위험을 주지 않는다는 입장을 취하면서도 음식 첨가물로써 사용을 금지하고 있다.